# 時計をとめて
「時計をとめて」（とけいをとめて）は、わらべの楽曲で、3枚目のシングル。1984年12月12日に発売。オリコンの集計では約14.5万枚。
なお、わらべが出演した『欽ちゃんのどこまでやるの!』は翌1985年4月にリニューアルし、同ユニットは解散したため、最後のシングルである。本作では、『欽どこ』で母役、兄役だった真屋順子と見栄晴もコーラスとして参加している。
本来は、風見慎吾のリリース予定曲だった。詳細は涙のtake a chance#制作を参照。

## 収録曲
全曲作詞:荒木とよひさ、作曲:三木たかし
1. 時計をとめて　-（4:12）
  - 編曲：松武秀樹
  - テレビ朝日系『欽ちゃんのどこまでやるの!?』挿入歌
2. 流れ星メルヘン　-（5:16）
  - 編曲：佐藤準

## キャラクター商品
『もしも明日が…。』（「もしも明日が」）と同じく、当時『欽ちゃんのどこまでやるの!』の番組スポンサーであったロッテから、同名のチョコレートスナック菓子が発売された。

## 絵本
- 『講談社のテレビえほん 時計をとめて』
  - 企画：テレビ朝日。講談社、1985年2月13日、ISBN 4061042173（ISBN 978-4-06-104217-9）。